# Banque nationale du Tadjikistan
La Banque nationale du Tadjikistan (tadjik : Бонки миллии Тоҷикистон), est la banque centrale de Tadjikistan. Comme les autres banques centrales, sa mission première est de rechercher la stabilité financière du pays. Il n’est pas lié au Département du Trésor, car il s’agit d’une institution autonome.

## Histoire
Après la chute de l'Union soviétique en 1991, un certain nombre de banques ont été créées. Fonctionnant dans un contexte économique changeant, elles ont progressivement acquis de nouvelles caractéristiques et adopté des méthodes de travail modernes,.
Le 10 mai 1995, le rouble soviétique a été abandonné comme monnaie légale et le rouble tadjik a été introduit, une monnaie de transition pour absorber l'inflation causée par la crise inflationniste post-soviétique et la crise financière russe de 1998. Le 30 octobre 2000, le somoni a été introduit.